# Pulegona
Pulegona é um composto orgânico que ocorre naturalmente obtido a partir dos óleos essenciais de uma variedade de plantas, como Nepeta cataria, Mentha piperita e poejo. É classificada como um monoterpeno.
Pulegona é um líquido incolor e oleoso, e tem um odor agradável semelhante ao poejo, hortelã-pimenta e cânfora. É usado em aromatizantes, em perfumaria e na aromaterapia.

## Toxicologia
Foi reportado que a substância química é tóxica para ratos se uma grande quantidade é consumida.  Asekunet al. descobriu que o conteúdo químico de Mentha longifolia foi diminuída pelos tratamentos a altas temperaturas, sugerindo que a erva deve secar no forno ou bem cozidos antes do consumo.